# Кабрал, Франсишку
Франсишку Кабрал (порт. Francisco Cabral; португальское произношение: [fɾɐ̃ˈsiʃku kɐˈβɾal]; род. 8 января 1997, Порту) — португальский теннисист. Четвертьфиналист одного турнира Большого шлема в парном разряде (Открытый чемпионат Австралии-2025); победитель двух турниров ATP и 13 турниров ATP Challenger в парном разряде; участник Олимпийских игр 2024 года.
С 2022 года Кабрал представляет Португалию на Кубке Дэвиса, где его рекорд W/L: 2—4.

## Спортивная карьера
В 2017—2024 годах стал победителем двух турниров ATP, тринадцати турниров ATP серии «челленджер» и тринадцати турниров серии «фьючерс» в парном разряде.
В июле 2024 года он квалифицировался на Олимпийские игры в Париже для участия в парном турнире вместе с соотечественником Нуну Боржешем, где они в первом круге победили греческую пару Стефанос Циципас и Петрос Циципас со счётом 3-6, 6-3, [12:10], но во втором круге проиграли немцам Доминику Кёпферу и Яну-Леннарду Штруффу со счётом 2-6, 2-6.
На Олимпиаде он также участвовал в одиночном разряде как альтернативный игрок (заменил кого-то из поздно снявшихся с турнира игроков), где в первом круге проиграл немцу Яну-Леннарду Штруффу со счётом 2-6, 2-6.

## Рейтинг на конец года
| Год  | Одиночный рейтинг | Парный рейтинг |
| 2024 | —                 | 76             |
| 2023 | —                 | 52             |
| 2022 | 1472              | 49             |
| 2021 | 944               | 194            |
| 2020 | 1091              | 359            |
| 2019 | 1170              | 440            |
| 2018 | 1061              | 357            |
| 2017 | 901               | 437            |
| 2016 | 1356              | 1107           |
| 2015 | 1270              | 1098           |
| 2014 | —                 | 1524           |